# 虹色のバイヨン
「虹色のバイヨン」（にじいろのバイヨン）は、氷川きよしの21枚目のシングル。2010年8月25日にコロムビアミュージックエンタテインメント（現・日本コロムビア）から発売された。

## 概要
CD、カセット共2タイプで発売。AタイプとBタイプでそれぞれ収録曲が異なる。
表題曲『虹色のバイヨン』は、『ときめきのルンバ』以来の昭和歌謡調の楽曲。2010年（平成22年）12月31日の第60回NHK紅白歌合戦では自身の歌唱曲となり、これにより前年の第60回NHK紅白歌合戦での『ときめきのルンバ』に続き、NHK紅白歌合戦において2年連続で昭和歌謡調の楽曲を披露した。
次回作の「あの娘と野菊と渡し舟」より発売元が日本コロムビア名義に回帰したため、コロムビアミュージックエンタテインメント名義で発売された氷川のシングルとしては本作が最後となった。

## 収録曲

### Aタイプ
1. 虹色のバイヨン
  - 作詞：水木れいじ／作曲：水森英夫／編曲：伊戸のりお
2. きらめきのサンバ
  - 作詞：湯川れい子／作曲：杜奏太朗／編曲：伊戸のりお
3. 虹色のバイヨン オリジナル・カラオケ
4. きらめきのサンバ オリジナル・カラオケ
5. 虹色のバイヨン 半音下げオリジナル・カラオケ
6. 虹色のバイヨン 半音下げオリジナル・カラオケ ガイドメロ入り

### Bタイプ
1. 虹色のバイヨン
  - 作詞：水木れいじ／作曲：水森英夫／編曲：伊戸のりお
2. 最終フェリーで着いた町
  - 作詞：水木れいじ／作曲：杜奏太朗／編曲：伊戸のりお
3. 虹色のバイヨン　オリジナル・カラオケ
4. 最終フェリーで着いた町　オリジナル・カラオケ
5. 虹色のバイヨン　半音下げオリジナル・カラオケ
6. 虹色のバイヨン　半音下げオリジナル・カラオケ ガイドメロ入り

## 関連商品
- 虹色のバイヨン（映像作品、2010年9月29日発売）
- 氷川きよし・演歌名曲コレクション13〜虹色のバイヨン〜（2010年11月10日発売）